# Kasstroomoverzicht
Een kasstroomoverzicht (Engels: cash flow statement) is een overzicht van de kasstroom, de feitelijke geldstromen die in een organisatie in de loop van een boekjaar binnenkomen en uitgaan. Dit staat ook bekend als de 'staat van herkomst en besteding der middelen'. Het kasstroomoverzicht moet de verandering in het totaal van de liquide middelen, dus van de som van de kas en het banksaldo, van de organisatie over het boekjaar verklaren.
Het kasstroomoverzicht kan inzicht geven in:
- de financiering van de activiteiten van de onderneming in het boekjaar,
- de liquiditeitspositie,
- de solvabiliteit,
- de kwaliteit van het behaalde resultaat en
- het vermogen van de onderneming om geldstromen te genereren.

Grotere organisaties, waaronder grote en middelgrote ondernemingen, zijn verplicht een kasstroomoverzicht als onderdeel van de jaarrekening te publiceren, samen met de balans, de winst-en-verliesrekening, of hetzelfde daaraan de resultatenrekening, en de toelichting. De balans en de winst-en-verliesrekening zijn volgens het principe van het dubbel boekhouden opgesteld. Het kasstroomoverzicht ten slotte zet de inkomsten en uitgaven in die periode tegenover elkaar en maakt daarmee het plaatje compleet.

## Kasstroomoverzicht versus winst-en-verliesrekening
Een kasstroomoverzicht heeft een zekere verwantschap met een winst-en-verliesrekening, maar wijkt er op een aantal punten van af. Het voornaamste verschil is dat in een kasstroomoverzicht alleen rekening wordt gehouden met geldstromen die feitelijk in het betreffende boekjaar hebben plaatsgevonden. 
Een voorbeeld: een onderneming verkoopt vlak voor het einde van het boekjaar, stel op 28 december, een hoeveelheid goederen. De factuur is op 31 december nog niet betaald. Voor de winst- en verliesrekening doet dat niet ter zake: het kan vanwege het realisatiebeginsel gewoon als 'omzet' worden geboekt. Deze verkoop komt in het kasstroomoverzicht niet voor, omdat er geen (inkomende) geldstroom is geweest. Omgekeerd: als op 10 januari de betaling van een factuur van vlak voor het begin van het boekjaar wordt ontvangen, telt dit voor de omzet niet mee en komt dus niet in de winst-en-verliesrekening terecht. Maar in het kasstroomoverzicht over het betreffende jaar wordt deze ontvangst wel opgenomen.

## Afschrijvingen
Uit de definitie dat het om feitelijke geldstromen gaat vloeit tevens voort dat de afschrijvingen niet in het kasstroomoverzicht voorkomen, daar is geen feitelijke geldstroom mee gemoeid. Stel dat een onderneming in een bepaald jaar een investering van 10.000 euro in een machine doet, die in 10 jaar lineair zal worden afgeschreven, dan komt de volledige koopprijs in het kasstroomoverzicht van dat jaar terecht. In de winst-en-verliesrekening van het jaar komt daarentegen alleen een afschrijving van 1000 voor, hetgeen in de negen daarop volgende jaren zal worden herhaald. Het is ook mogelijk dat de afschrijving op de datum van ingebruikname begint. Als die methode wordt gehanteerd en de machine halverwege het jaar in gebruik is genomen, is de afschrijving voor dat jaar geen 1000 euro maar 500 euro. Zie ook hieronder voor andere zgn. non-cash items.

## Methoden voor opstellen kasstroomoverzicht
Het opstellen van een kasstroomoverzicht kan op twee manieren. De indirecte methode is de meest gangbare:
- Directe methode: weergave van werkelijke ontvangen en uitgegeven bedragen en
- Indirecte methode: weergave van de kasstroom afgeleid uit de winst- en verliesrekening, bijvoorbeeld omdat de directe methode niet haalbaar is. Dit gebeurt door correcties toe te passen voor resultaatsposten die geen kasstroom met zich meebrengen en voor kasstromen die in de betreffende periode geen resultaatspost zijn: de zgn. non-cash items in de winst- en verliesrekening. Voorbeelden van correcties: afschrijvingen, veranderingen in voorzieningen, veranderingen in werkkapitaal, boekwinst, herwaarderingen, impairments.

## Opbouw kasstroomoverzicht
De Raad voor de Jaarverslaggeving deelt het kasstroomoverzicht in drie onderdelen in:
- kasstroom uit primaire activiteit

Het bedrag dat met de reguliere bedrijfsactiviteiten is ontvangen, bijvoorbeeld brood verkopen voor een bakker.
- kasstroom voor investeringen

Het bedrag waarvoor kapitaalgoederen zijn gekocht of verkocht.
- kasstroom uit ondernemingsfinanciering of vermogensmutaties

Sommige mutaties in het aandelenkapitaal zoals uitgifte van aandelen en terugbetaling van kapitaal.
Het bedrag geleend of terugbetaald aan vreemd vermogensverschaffers met daarbij de rente.
Zo'n kasstroomoverzicht, met zo'n onderverdeling, is dan niet synoniem met een zgn. staat van herkomst en besteding van middelen, waarbij die onderverdeling vaak niet expliciet wordt gemaakt.

### Operationele activiteiten (bedrijfsvoering)
Het eerste deel beschrijft de kasstromen die uit de reguliere bedrijfsvoering voortvloeien, de cash flow from operating activities. Dit begint met de omzet zoals die in de winst- en verliesrekening is vermeld. Omdat meestal de indirecte methode wordt gebruikt moet dit bedrag op een aantal punten worden gecorrigeerd. Er wordt in elk geval gecorrigeerd voor een aantal balansgrootheden: toe- of afname van debiteuren, van crediteuren en van voorraden. 
Als het totale bedrag van debiteuren aan het einde van het financiële boekjaar groter is dan aan het begin van het jaar, eerst € 50.000 en op het einde 70.000 euro, dan zijn de debiteuren, de personen die geld aan de onderneming schuldig zijn, aan het einde van het jaar 20.000 euro meer aan de onderneming schuldig dan aan het begin van het jaar. Zodoende wordt deze 20.000 euro als een negatieve kasstroom genoteerd. 
Voor de openstaande crediteuren geldt hetzelfde principe, doch met een omgekeerd effect: indien aan het begin van het jaar 80.000 euro aan leveranciers en aan het eind van het jaar 110.000 euro moest worden betaald, dan is er sprake van een geldstroom van 30.000 euro de onderneming in. 
Op dezelfde wijze worden de voorraden behandeld: die vertegenwoordigen immers een hoeveelheid vastgelegd werkkapitaal. Een onderneming die aan het begin van het jaar 120.000 euro en aan het eind van het jaar 85.000 euro in voorraden had vastgelegd, heeft daarmee 35.000 euro vrijgemaakt, hetgeen een positieve kasstroom ter grootte van dat bedrag inhoudt.
Vervolgens wordt gecorrigeerd voor afschrijvingen. Het bedrag dat in de winst- en verliesrekening hiervoor is opgenomen en waarmee de winst is verminderd, kan hier weer aan worden toegevoegd.
Met nog enige andere correcties (die overigens van overwegend belang kunnen zijn; hier niet nader besproken) leidt dit tot de 'kasstroom uit bedrijfsactiviteiten'.
Als dit een negatief bedrag is, heeft de onderneming, reeds nu of op termijn, een (potentieel) probleem. Een normale situatie is dat dit bedrag positief is.

### Investeringsactiviteiten (activa)
Het tweede deel beschrijft de 'kasstroom uit investeringsactiviteiten', de cash flow from investing activities. Hier worden aanschaffingen in machines en andere duurzame activa vermeld, en wel zoals reeds genoemd voor het volle bedrag van de aanschaf. De opbrengst van de verkoop van een machine daarentegen wordt als een negatieve investering, oftewel een desinvestering, verantwoord, ervan uitgaande dat de opbrengst met geld wordt betaald.
De meestvoorkomende situatie is dat het totaal van de kasstroom uit investeringsactiviteiten negatief is (indien er per saldo sprake is van investeringen in plaats van desinvesteringen).

### Financieringsactiviteiten (passiva)
Het derde deel is de kasstroom uit financieringsactiviteiten, de cash flow from financing activities. Dit beschrijft de wijze waarop in de loop van het boekjaar aan de kapitaalsbehoefte van een onderneming is voldaan. Een emissie van aandelen zorgt evenals het aantrekken van geld door middel van obligaties voor een geldstroom de onderneming in. Het aflossen van een langlopende lening is dan weer een negatieve geldstroom. Betaling van dividenden wordt gezien als een vorm van 'negatieve financiering': er gaat geld de onderneming uit. Hetzelfde geldt voor inkoop van aandelen.
Of het totaal van de kasstroom uit financieringsactiviteiten een positief of een negatief bedrag is, valt niet op voorhand te zeggen. Bij een (sterk) groeiende onderneming zal dit vrijwel altijd een positief bedrag zijn, aangezien het niet aannemelijk is dat die expansie geheel uit de ingehouden winst kan worden gefinancierd. Er zal dus extern kapitaal moeten worden aangetrokken, hetgeen een positieve kasstroom uit financieringsactiviteiten inhoudt. Bij een onderneming die geen concrete expansieplannen heeft, zou het beide kanten kunnen uitgaan. Een schoenmaker die met zijn huidige huisvesting en machines uit de voeten kan, zal niet zo'n grote kapitaalsbehoefte hebben. Vermoedelijk zal echter in de meeste gevallen een negatief bedrag aan kasstroom uit financieringsactiviteiten het meeste voorkomen, vanwege terugbetalingen van eerder aangetrokken vreemd vermogen.
Het som van deze drie groepen zal gelijk zijn aan het bedrag waarmee de liquide middelen, kas en banksaldo, in de loop van het boekjaar zijn toe- of afgenomen.

## Belang van het kasstroomoverzicht
Bij de beoordeling van de financiële positie van een onderneming kan een kasstroomoverzicht behulpzaam zijn. Een snel groeiende onderneming, die zijn expansie geheel financiert met het uitgeven van aandelen en/of het aantrekken van leningen, zou gevraagd kunnen worden wanneer men denkt dat er een positieve kasstroom uit operationele activiteiten zal komen. Een bedrijf dat een redelijke kasstroom uit operationele activiteiten laat zien, maar weinig investeert, zou de kans kunnen lopen nieuwe ontwikkelingen te missen of te weinig te investeren in nieuwe producten. Een bedrijf dat meer jaren achter elkaar een negatieve kasstroom uit operationele activiteiten laat zien, veel investeert en veel leent, zou wellicht beter als beleggingsobject kunnen worden gemeden.
Uiteraard is het ook bij dit deel van de jaarrekening nuttig om de cijfers over meer jaren te vergelijken. Dit is bij het kasstroomoverzicht van belang: daar kunnen, vooral bij de kasstroom uit investeringsactiviteiten, en de daarmee tot op zekere hoogte parallel lopende kasstroom uit financieringsactiviteiten, van jaar tot jaar grote verschillen optreden. Er moet dan voor die verschillen een verklaring worden gegeven, maar dat is vaak goed mogelijk. Een bekend voorbeeld is hier de aanschaf van vliegtuigen door een luchtvaartmaatschappij. Dat leidt in het jaar dat deze worden geleverd tot een groot bedrag aan kasstroom uit investeringsactiviteiten, hetgeen meestal gepaard gaat met een groot bedrag aan kasstroom uit financieringsactiviteiten. Maar die vliegtuigen gaan uiteraard een aantal jaren mee. Het zou dan verkeerd zijn om alleen naar de eenmalige uitgaven in het kasstroomoverzicht te kijken, het moet als onderdeel van de totale bedrijfsvoering worden bezien.

## IAS 7 Statement of Cash Flows
De IAS 7 Statement of Cash Flows is de IFRS-standaard voor het opstellen van een kasstroomoverzicht.